# 안토니오 사카
엘리아스 안토니오 사카 곤살레스(Elías Antonio Saca González, 1965년 3월 9일 ~ )는 엘살바도르의 정치가로, 엘살바도르의 대통령을 지냈다. 소속 정당은 민족주의 공화 동맹 (ARENA)이며 팔레스타인 혈통이다. 2004년 3월 21일에 있었던 대통령 선거로 선출돼 같은 해 6월 1일에 64대 대통령으로 취임하였고, 2009년 6월 1일 마우리시오 푸네스가 새 대통령으로 집권함에 따라 대통령에서 물러났다.